# 계산기 (애플)
계산기(Calculator)는 애플이 개발한 기초적인 계산기 응용 소프트웨어이다. macOS, iOS, WatchOS 운영 체제에 기본 포함되어 있다. 3가지 모드가 있다: 기초, 과학, 프로그래머.
계산기 기능은 아이폰과 아이팟 터치 출시 시점부터 iOS에 기본 포함되어 있다. 그러나 아이패드는 계산기 앱이 포함된 적이 없다. 네이티브 계산기 기능은 watchOS 6과 함께 애플 워치에 추가되었으며 팁 계산을 위한 버튼이 포함되었다.